# Acacia velutina
Acacia velutina är en ärtväxtart som beskrevs av Dc. Acacia velutina ingår i släktet akacior, och familjen ärtväxter.

## Underarter
Arten delas in i följande underarter:
- A. v. monadena
- A. v. velutina